# Iwata Akemi
Iwata Akemi (岩田 明美) là một cựu cầu thủ bóng đá nữ người Nhật Bản.

## Đội tuyển bóng đá nữ quốc gia Nhật Bản
Iwata Akemi thi đấu cho đội tuyển bóng đá nữ quốc gia Nhật Bản từ năm 1981.

## Thống kê sự nghiệp
| Nhật Bản  | Nhật Bản | Nhật Bản |
| Năm       | Trận     | Bàn      |
| --------- | -------- | -------- |
| 1981      | 3        | 0        |
| Tổng cộng | 3        | 0        |